# アルフレッド・セイヤー・マハン
アルフレッド・セイヤー・マハン（Alfred Thayer Mahan [məˈhæn], 1840年9月27日 - 1914年12月1日）は、アメリカ合衆国の海軍軍人・歴史家・地政学者。最終階級は海軍少将。
マハンはアメリカ海軍の士官であるだけでなく、研究者としても名を馳せた。その研究領域は海洋戦略・海軍戦略・海戦術などに及び、シーパワー・制海権・海上封鎖・大艦巨砲主義などに関する研究業績がある。中でも古典的な海洋戦略を展開した『海上権力史論』は世界各国で研究されている。「世界の諸処に植民地を獲得せよ。 アメリカの貿易を擁護し、かつ外国に強圧を加えるために諸処に海軍根拠地を獲得し、これを発展させよ」との持論を持っていた。また、初めて中東という呼称を使ったとも言われている。
19世紀フランスの研究者アントワーヌ＝アンリ・ジョミニや父デニス・ハート・マハンの影響を強く受けており、マハンの研究に影響を受けた人物にはセオドア・ルーズベルト、ヴィルヘルム2世、ジュリアン・コーベット、佐藤鉄太郎、秋山真之などがいる。彼に因んでいくつかの艦船が「マハン」と命名された。

## 生涯・人物
マハンはニューヨーク州ウェストポイントで、陸軍士官学校の教授であったデニス・ハート・マハンとメアリー・ヘレナ・マハン夫妻の間に生まれる。親の希望に反してコロンビア大学で2年間学び、その後海軍兵学校に進んだ。
1859年に卒業後、1861年に少尉に任官し、南北戦争ではフリゲートのコングレス (USS Congress)、外輪船のポカホンタス (USS Pocahontas)、ジェームズ・アジャー (USS James Adger) に乗艦した。この勤務中に1865年には海軍少佐、1872年に海軍中佐と昇進している。イロコイ号 の副長として幕末・明治維新の日本を実見した。
1885年には論文『メキシコ湾と内海』が評価されたため、海軍大佐に昇進して海軍大学校の初代教官を務め、海戦術の教育を担当した。1890年に『海上権力史論』が発表され、1892年から翌年まで海軍大学校の第二代校長として務める。
1893年に巡洋艦シカゴの艦長としてイギリスを訪問する。
1896年に退役してからは、アメリカ歴史学会会長およびハーグ平和会議のアメリカ代表団顧問を務めた他は研究に専念しており、『ネルソン伝』『米西戦争の教訓』『フランス革命とナポレオン帝国におけるシーパワーの影響』『海軍戦略』を発表した後の1914年にワシントンD.C.で死去した。

## 著書
- The Gulf and Inland Waters (1883)
- The Influence of Sea Power Upon History, 1660-1783 (1890) [available online from Project Gutenberg]
- The Influence of Sea Power upon the French Revolution and Empire, 1793-1812 (1892)
- Admiral Farragut (1892)
- The Interest of America in Sea Power, Present and Future (1897)
- The Life of Nelson: The Embodiment of the Sea Power of Great Britain (1899)
- Lessons of the War with Spain, and Other Articles (1899)
- The Problem of Asia and Its Effect Upon International Policies (1900)
- Types of Naval Officers Drawn from the History of the British Navy, with Some Account of the Conditions of Naval Warfare at the Beginning of the Eighteenth Century, and of Its Subsequent Development During the Sail Period (1901)
- Sea Power in Its Relations to the War of 1812 (1905)
- Naval Administration and Warfare: Some General Principles, with Other Essays (1908)
- Naval Strategy Compared and Contrasted with the Principles and Practice of Military Operations on Land (1911)
- Armaments and Arbitration; or, The Place of Force in the International Relations of States (1912)
- The Influence of Sea Power Upon History, 1660-1805 (abridged ed, 1980)

### 著作（邦訳）
- The Influence of Sea Power Upon History, 1660-1783 (1890)
  - 『海上権力史論（上・下）』（水交社訳、東邦協会、1896年）- 近代デジタルライブラリーにて閲覧可能（全国書誌番号:40015155）
  - 『海上権力史論』（北村謙一訳、原書房、1982年、新装版2008年6月） ISBN 978-4562041640 - 原著の5・6・9・11・12・13章を割愛し、各章を抜粋訳

- The Influence of Sea Power upon the French Revolution and Empire, 1793-1812 (1892)
  - 『仏国革命時代海上権力史論（上・下）』（水交社訳、東邦協会、1900年）- 近代デジタルライブラリーにて閲覧可能（全国書誌番号:40015156）
- The Interest of America in Sea Power, Present and Future (1897)
  - 『太平洋海権論』（水上梅彦訳、小林又七、1899年）- 近代デジタルライブラリーにて閲覧可能（全国書誌番号:41019230）
- Naval Strategy Compared and Contrasted with the Principles and Practice of Military Operations on Land (1911)
  - 『海軍戦略』（尾崎主税訳、千倉書房、1932年）
    - 復刻『海軍戦略――陸軍作戦原則との比較対照』（尾崎主税訳、原書房、1978年）

  - 『海軍戦略』（井伊順彦訳、戸髙一成解説、中央公論新社、2005年2月）ISBN 978-4120036118
- The Life of Nelson: The Embodiment of the Sea Power of Great Britain (1899)
  - 『ネルソン伝――英国水師提督』（海軍教育本部編、大島貞益訳、博文館、1906年）
  - 『ホレーシオ・ネルソン』（平沼淑郎訳、実業之日本社、1922年）

日本で編まれたアンソロジー（編訳著）
  - 『アメリカ古典文庫（8）アルフレッド・T・マハン』（麻田貞雄編、研究社、1977年）
    - 新版『マハン海上権力論集』（麻田貞雄編訳、講談社学術文庫、2010年12月）。ISBN 978-4062920278

  - 『戦略論大系（5） マハン』（山内敏秀編、芙蓉書房、2002年）ISBN 978-4829503065 - Naval StrategyおよびThe Influence of Sea Power Upon History, 1660-1783の抄訳抜粋

## 日本への紹介
同時代の日本においてマハンの著作・思想の紹介・導入・応用に関わった人物として、金子堅太郎・肝付兼行・小笠原長生・佐藤鉄太郎・寺島成信がいた。それぞれの項目を参照。